# آرام‌اس کامپانیا
آرام‌اس کامپانیا (به انگلیسی: RMS Campania) یک کشتی بود که طول آن 622ft (189.6m) بود. این کشتی در سال ۱۸۹۲ ساخته شد.